# Heliophanus saudis
Heliophanus saudis är en spindelart som beskrevs av Prószynski 1989. Heliophanus saudis ingår i släktet Heliophanus och familjen hoppspindlar. Inga underarter finns listade i Catalogue of Life.